# Euselasia tarinta
Euselasia tarinta is een vlindersoort uit de familie van de prachtvlinders (Riodinidae), onderfamilie Euselasiinae.
Euselasia tarinta werd in 1902 beschreven door Schaus.